# PZL P.8
A PZL P.8 Lengyelországban az 1930-as évek elején kifejlesztett vadászrepülőgép. Csak két prototípusa készült el a PZL-nél, sorozatban nem gyártották.

## Története
A repülőgépet 1930–1931 fordulóján tervezte Zygmunt Puławski, a PZL főkonstruktőre. A gép Pulawski P.1-el kezdődő vadászrepőlőgép-sorozatának tagja. A P.6, majd a sorozatban is gyártott P.7 sikere nyomán Puławski visszatért a P.1-en is alkalmazott soros motor alkalmazásához. A nagy törzsátmérőt igénylő, aerodinamikailag kedvezőtlenebb kialakítás követelő csillagmotor helyett a tervező a kisebb légellenállást okozó V-elrendezésű soros motorot épített be. 
1931 elején készült el a P.8/I jelű prototípus, amely egy Hispano–Suiza 12Mc motort kapott. A repülőgép erősen emlékeztetett a P.1-re. Az orr rész kedvezőbb aerodinamikai kialakításának köszönhetően a gép repülő tulajdonságai jobbnak mutatkoztak a P.7-énél. 1931 decemberére – már Pulawski 1931. márciusi halála után – megépült a PZL P.8/II típusjelű második prototípus, amelybe az erősebb Lorraine–Dietrich 12H motort építették. A nagyobb méretű motor alkalmazása miatt a P.8/I-től némileg eltért az alakja. 1932 nyarán mindkét prototípus balesetben összetört.
A balesetek után az első prototípust már nem állították helyre, a PZL P.8/II prototípust viszont kijavították, és 1932 végén Párizsban is bemutattták. A helyreállított P.8 prototípus a PZL P.9 típusjelzést kapta. Majd később a motorját egy még erősebb, 552 kW-os (740 LE), V12-es Rolls–Royce Kestler típusú motorra cserélték, a típusjelét pedig PZL P.10-re módosították.
Puławski halála miatt azonban a fejlesztés elakadt, és időközben a lengyel kormány is a Bristol Jupiter és Mercury csillagmotorok gyártási jogának megvásárlása és hazai gyártása mellett döntött, így a P.8 sorozatgyártását elvetették. Helyette a csillagmotoros P.7 továbbfejlesztett, erősebb motorral felszerelt változata, a PZL P.11 sorozatgyártása mellett döntöttek.

## Kialakítása és műszaki jellemzői
A felső szárnyas gép a Puławski vadászrepülőgép-sorozatára jellemző tört sirály-szárnyakkal készült. Kialakítását tekintve a PZL P.1 gépen alapul, de építésénél már felhasználták a P.6 és P.7-el szerzett tapasztalatokat. A repülőgép pilótafülkéje nyitott, egyszemélyes. Fegyverzetét kettő db, a motor fölé beépített 7,7 mm-es Vickers géppuska alkotta. Vízhűtéses, V12 elrendezésű motor hajtotta. Az első prototípusba 477 kW-os (640 Le) Hispano–Suiza 12Mc motort, a másodikba pedig egy 504 kW (675 LE) teljesítményű Lorraine–Dietrich 12H típusú motort építettek.

## Típusváltozatok
- PZL P.8/I – első prototípus
- PZL P.8/II – második prototípus erősebb motorral
- PZL P.9 – a P.8/I prototípuson alapuló változat
- PZL P.10 – a P.9 erősebb motorral felszerelt változata

## Műszaki adatai (PZL P.8/I)
Tömeg- és méretadatok
- Hossz: 7,3 m
- Fesztáv: 10,40 m
- Szárnyfelület: 17,60 m²
- Üres tömeg: 971 kg
- Felszálló tömeg: 1420 kg

Motor
- Száma: 1 db
- Típusa: Hispano–Suiza 12Mc
- Teljesítménye: 477 kW (640 LE)

Repülési adatok
- Legnagyobb sebesség: 318 km/h
- Leszálló sebesség: 104 km/h
- Emelkedő képesség: 7,4 m/s
- Hatósugár 500 km
- Szolgálati csúcsmagasság: 9000 m